# Résolution 33 du Conseil de sécurité des Nations unies
Membres permanents
- Chine
- États-Unis
- France
- Royaume-Uni
- URSS

Membres non permanents
- Australie
- Belgique
- Brésil
- Colombie
- Pologne
- Syrie

Résolution no 32 Résolution no 34
La résolution 33 est une résolution du Conseil de sécurité de l'ONU qui a été votée le 27 août 1947 relative à des questions de procédure au sujet des modifications à apporter aux articles 58, 60, 114 et 116 du règlement intérieur provisoire du Conseil de sécurité des Nations unies.
L'abstention est celle de l'Australie.

## Texte
- Résolution 33 sur fr.wikisource.org
- Résolution 33 sur en.wikisource.org